# Koprowa Ławka
Koprowa Ławka (słow. Kôprovská lávka, ok. 2330 m) – przełęcz znajdująca się w grani Pośredniego Wierszyka w słowackiej części Tatr Wysokich. Oddziela zachodni wierzchołek Koprowego Wierchu na wschodzie od Małego Koprowego Wierchu na zachodzie. Znajduje się w odległości około 300 m od najwyższego wierzchołka Koprowego Wierchu. Z Koprowej Ławki na południowy zachód do Doliny Hlińskiej opada prosty, wąski i płytki żleb. Najbardziej stroma jest jego najniższa część. Część środkowa i górna to piargi. W grani zaraz po zachodniej stronie Koprowej Ławki znajduje się niewielka turniczka niemal tej samej wysokości co Mały Koprowy Wierch. Na stronę Doliny Piarżystej opada z niej filar, około 10 m poniżej grani zanikający w dolnej części zachodziku, który skośnie w lewo dochodzi do Koprowej Ławki. Poniżej filara zachód ten robi się coraz bardziej stromy i głęboki przekształcając się w bardzo kruchy komin. Uchodzi on do wielkiego stożka piargowego. Jego dolna część jest tak głęboko wcięta w ścianę, że tworzy w niej zatokę. Do tej samej zatoki uchodzi także żleb opadający z przełączki między wschodnim i zachodnim wierzchołkiem Koprowego Wierchu.

## Taternictwo
Pośredni Wierszyk jest wyłączony z ruchu turystycznego, mogą na nim natomiast uprawiać wspinaczkę taternicy. Drogi wspinaczkowe:
1. Granią od Koprowego Wierchu do Niżniej Przybylińskiej Przełęczy; 0+ w skali tatrzańskiej (z ominięciem Palca), czas przejścia 2 godz.
2. Południowo-zachodnim żlebem; 0+, 1 godz.
3. Północnym żlebem; II, bardzo krucho, 1 godz. 30 min[1].

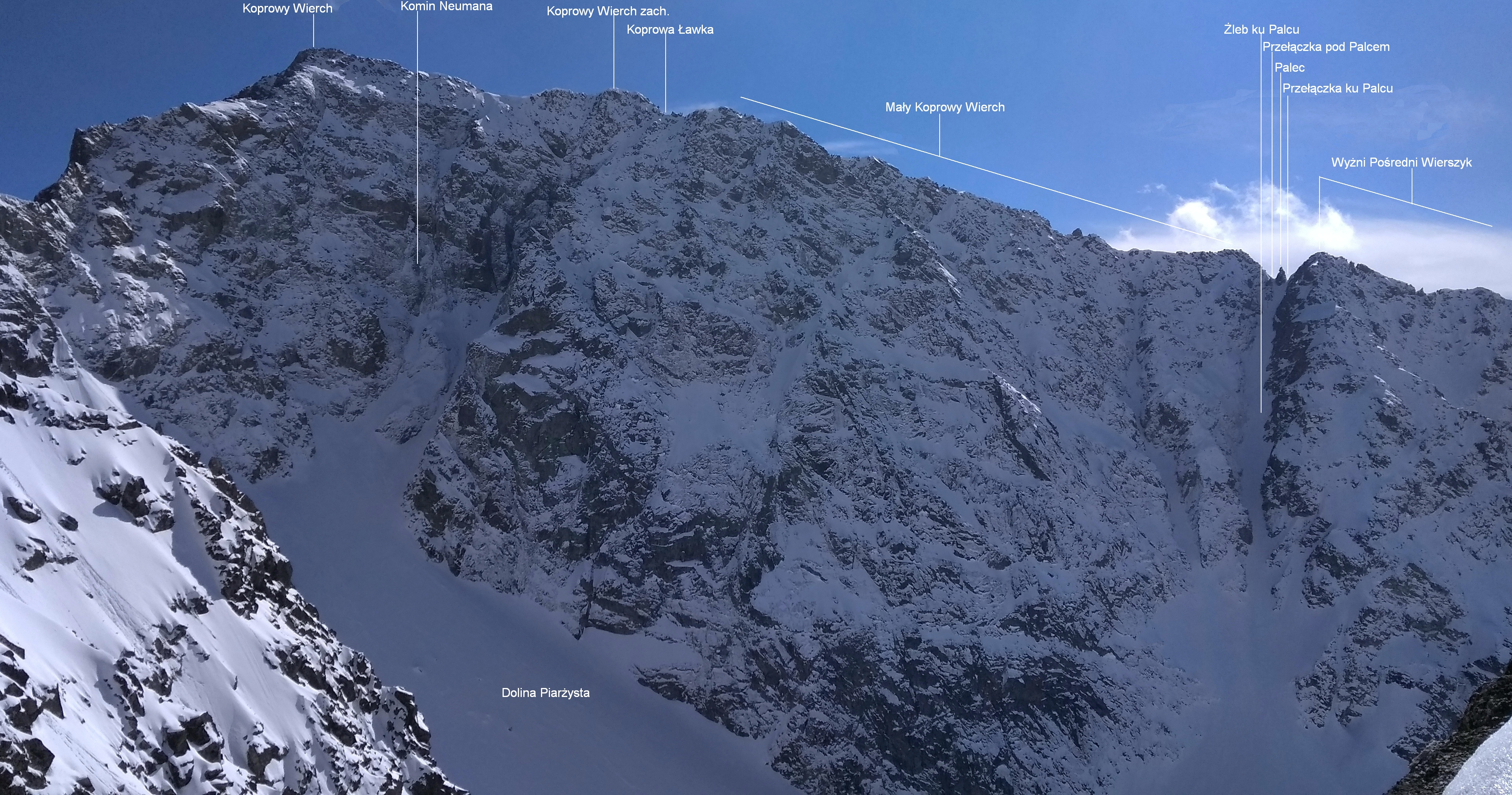
Widok z Liptowskich Murów